# Cendufe
Cendufe ist eine Ortschaft und Gemeinde im Norden Portugals.
Der Erfinder Manuel António Gomes (1868–1933) wurde hier geboren. Der wegen seiner überdurchschnittlichen Körpergröße auch als Padre Himalaya bekannte Geistliche gilt als einer der Väter der modernen Nutzung der Sonnenenergie.

## Geschichte
Die Archäologie belegt eine Besiedlung Cendufes mindestens seit der Castrokultur, hiesige Funde wurden ins Portugiesische Ethnologische Museum in Lissabon (heute Museu Nacional de Arqueologia) transferiert.
In den Erhebungen unter König D. Afonso III. wurde der Ort im 13. Jh. noch als Sancti Jacobi de Rodalio geführt, in Aufzeichnungen von 1320 unter König D. Dinis ist die Gemeinde als ecclesiam Sancti Jacobi de Cenduffe vermerkt. Spätestens seit den Registern unter König D. Manuel Ende des 15. Jh. führt die Gemeinde den heutigen Namen.
Zwischen 1864 (möglicherweise bereits 1853) und 1900 bildete Cendufe mit Rio Cabrão eine Gesamtgemeinde, danach wurde Cendufe wieder eigenständig. 1839 gehörte Cendufe noch zum Kreis Ponte de Lima, seit 1852 ist es eine Gemeinde im Kreis Arcos de Valdevez.

## Verwaltung
Cendufe ist Sitz einer gleichnamigen Gemeinde (Freguesia) im Kreis (Concelho) von Arcos de Valdevez im Distrikt Viana do Castelo. In ihr leben 308 Einwohner auf einer Fläche von 3 km² (Stand 19. April 2021).
Folgende Ortschaften liegen in der Gemeinde Cendufe:
| - Arco - Agrela - Bouças - Boucinha - Casais - Casal | - Cendufe - Costa - Coto Cendufe - Devesa - Monte da Costa - Outeiro | - Paúl - Ponte - Ponte do Arco - Portela - Soutelo - Vila Boa |